# Karakterer i Beverly Hills, 90210
Denne artikel indeholder en samlet liste over de karakterer, som optræder i Beverly Hills, 90210, der var en amerikansk dramaserie, som blev sendt fra 4. oktober 1990 til 17. maj 2000 på Fox.
I løbet af de 10 år, hvor serien blev sendt, blev der skiftet meget ud i de medvirkende.

## Hovedroller

### Andrea Zuckerman
Andrea Zuckerman Vasquez er en af de primære hovedroller i serien. Hun bliver spillet af Gabrielle Carteris. Andreas datter, Hannah, er med i den nye omgang af Beverly, serien 90210.

### Brandon Walsh
Brandon Walsh (født november 1974) er en af de primære hovedroller i serien. Han bliver spillet af Jason Priestley.

### Brenda Walsh
Brenda Walsh, (født november 1974) en af de primære hovedroller i serien. Hun bliver spillet af Shannen Doherty. Brenda Walsh medvirkede i årene 1990-1994 i seriens 4 første sæsoner som den kvindelige hovedrolle, men skrives ud af serien i 1994. 

### Carly Reynolds
Carly Reynolds bliver spillet af Hilary Swank.
Carly blev præsenteret i seriens premiere på 8. sæson i episoden "Aloha Beverly Hills" og forlod 90210 i sæsonen i episoden "The Elephant's Father".
Hun møder først Steve ved en fodboldkamp, hvor Kellys lillesøster Erin spiller med. Han kritiserer hende for at være overbeskyttende overfor sin søn Zach, fordi hun skældte ham ud for at være for voldsom. Han gør dog det hele værre, da en konflikt mellem Carly og hans date gør, at Carly bliver fyret fra sit job som servitrice.
Efter han vender hjem fra en hæslig tur til Hawaii for at støtte Donnas første professionelle job som modedesigner, som ender med at Kelly bliver skudt i under et mislykket røveri ved LAX, får Steve ændret Carlys attitude overfor ham og overtaler derefter Nat til at ansætte hende i Peach Pit. De begynder at komme sammen, men kun kort af Carlys far får et hjerteanfald og hun beslutter at flytte tilbage til Montana med sin søn. Steve fortæller senere Brandon, at hun var hans stor kærlighed og at han skulle være flyttet til Montana med hende. 
Carly skulle have været med i længere tid, men seerne var ikke meget for hende og hun blev skrevet ud af serien. Hele historien om Swanks tid på 90210, er næsten legendarisk, fordi serien ikke var helt vildt populær og hun blev faktisk fyret, kun for at blive en ekstraordinær succesfuld filmskuespillerinde, der som en af de eneste, der nogensinde har vundet to Oscars i "bedste skuespiller"-kategorien.

### Clare Arnold
Clare Arnold, spillet af Kathleen Robertson. Hun er med fra 4. til 7. sæson, altså fra 1994 til 1997. 
Clare Arnold skulle egentlig have været en klog rebelske pige, som skulle være meget skør (Robertson kommenterede direkte til dette, at hendes karakter skulle være blive lidt mere "normal", da hun sluttede sig til resten af gruppen i starten af 5. sæson), men ændrede sig senere til at være en mere neurotisk pige i hendes senere sæsoner i serien. 
Clare blev præsenteret som tredjeårselev i high school og som datter af rektor på "California University", hvor resten af gruppen er førsteårselever. Hun prøver forsøger at komme tættere på Brandon, men det mislykkedes, inden hun finder sammen med David i det meste af 5. sæson. Hun dater efterfølgende Steve gennem 6. og 7. sæson. I 7. sæson er deres forhold en del turbulent, blandt andet på grund af hans umodenhed og hendes generelle afvisende attitude overfor ham. Gennem 7. sæsons sidste del, og de ældre venners dimission fra college, beslutter Clare at flytte til Paris, Frankrig, med sin far. Steve vil ikke forlade Los Angeles, så de slår op. 
Sekvensen hvor de slog op, er efterfølgende blevet redigeret flere gange og indeholder nu en kort samtale mellem Steve og Brandon, hvor Steve fortæller Brandon, at han og Clare har slået op.

### David Silver
David Silver (tidligt 1975) bliver spillet af Brian Austin Green. David bliver i løbet af serien, stedsøster til Kelly, efter hans far gifter sig hendes mor. Han er den yngste af vennerne. I high school er David et år bagefter de andre, da han er 1 år yngre; han indhenter dem akademisk, ved at tage ekstra timer i løbet af sommeren, og han dimitterer med de andre i 1993. Han kommer derefter på "California University" sammen med resten af gruppen. 
High school-år
David starter i high school med kun én ven, Scott. Han prøver at blive venner med resten af gruppen, som er andetårselever. David bliver en del af gruppen, mens Scott beholder sig status som nørd, indtil han ved et uheld skyder sig selv i maven til sin egen fødselsdagsfest, i midten af han og Davids andet skoleår. David og Donnas forhold udvikler sig til et kæresteforhold. David har i løbet af serien problemer med alkohol og stoffer og udvikler i 5. sæson nogle selvdestruktive handlinger som han har fra sin mor, der har en depression. 
Efter high school
Efter at have dimitteret fra CU, køber Davis natklubben "Peach Pit: After Dark", men hans forretningsmæssig evner rækker ikke langt og klubben går næsten bankerot. Hans plan er efterfølgende at genoptage sin musikkarriere (han havde nogle få hits mens han gik i high school). Han får først et job som musikanmelder, og efterfølgende skriver han reklamejingles, hvilket giver ham et job som radio-DJ. Mens han ikke er sammen med Donna, har han et forhold til flere karakterer i serien, Clare (5. sæson)hvilket varede i nogle måneder, de slog op grundet at David stadig havde følelser for Donna. Valerie (6. og 8. sæson) og Gina (10. sæson) og flere andre gæstemedvirkende.
Men Donna er hans livs kærlighed og i seriens sidse afsnit, bliver de gift. 

### Donna Martin
Donna Marie Martin-Silver (født 25. december 1974) er en af de primære hovedroller i serien. Donna skal også medvirke i den nye omgang af Beverly, serien 90210. 
Rollen bliver spillet afTori Spelling

### Dylan McKay
Dylan Michael McKay (født i oktober 1974) er en af de primære hovedroller i serien. Rollen bliver spillet af Luke Perry.

### Gina Kincaid
Gina Kincaid bliver spillet af Vanessa Marcil.
Hendes karakter blev skrevet ind i serien for at erstatte Valerie Malone. 
Gina er ikke blevet nævnt tidligere, inden hun kommer ind i serien. Hun er Donnas besøgende kusine, men beslutter at blive lidt i Beverly Hills.
Hun er en tidligere succesfuld kunstskøjteløber, som er ret hurtigt efter sin entré i serien, bliver fyret af sin agent, på grund af sin dovne attitude. Det kommer senere frem at en skade, kostede hende en plads ved de Olympiske Lege og hun blev presset, nogle ville sige udnyttet, af sin fattige mor til at tjene penge som skøjteløber (en mulig parallel til den triste virkelig historie om Tonya Harding). Hun holder sin fiasko hemmelig for resten af gruppen, især for Donna. Gina er bitter over sin barndom som en fattig pige og altid føle sig mindre værd end sin rige og perfekte kusine. Det skal forstås sådan at Gina, skulle modtage penge fra moderens familie, men hende og hendes familie fik aldrig en del i de penge Donnas familie tjente. Ginas mor Bobbi og Donnas mor Felice er søstre, som ikke kan enes, og Felice ser Bobbi som en taber uden disciplin og Bobbi ser Felice som en snerpet snobbe. De fleste historier om Bobbi er negative, og hendes ondskab mod datteren, som blandt andet fortæller, hvordan Bobbi flere gange efterlod Gina ved højtider for at passe sit eget sociale liv. 
Hun dater David og Dylan gennem sin tid i serien og de kontroversielle billeder af hende og Noah, danner centrum for flere fortsættende situationer mellem hende, Noah og Donna. Tiden omkring hendes ankomst, agerer Gina som personlig chauffør for Noah under en svært alkoholiseret periode, hvor Donna har afvist ham. På vejen hjem, stopper de ved en kiosk og får taget nogle billeder i en pasfoto-automat, det sidste hvor Gina kysser Noah på kinden. Fordi han var fuld, husker han ikke, at de havde sex og Gina er dermed den eneste der ved, hvad der skete. De dyrker ikke mere, men ved en lejlighed fortæller Gina Noah, hvad de har lavet, får ham til at køre hen og fortæller det til Donna og dermed ødelægge deres forhold. Lige efter, afslører Gina, at de overhovedet ikke havde haft sex sammen. Donna hader efterfølgende Gina for dette noget tid, men de bliver senere gode venner, da Donna hjælper Gina med at få udbetalt nogle penge fra en arv, som blev kontrolleret af Felice – uvidende om at det hele var en fælde, der var arrangeret af Gina og Bobbi. Kelly anklager Gina for, at Dylan igen er på stoffer og for at Gina er sur over Dylans følelser for Kelly, så deres forhold var aldrig godt. Kelly tilbød dog at hjælpe Gina, da Kelly finder ud af at hendes fjende lider af bulimi. Men Gina "gengælder" bare Kelly, ved at udtale sig negativt om at Kelly på tv, efter Kelly har skudt og dræbt sin voldtægtsmand (Donna reagerer på dette ved at smide Gina ud af deres strandlejlighed). Gina forsegler senere sin skæbne på Kellys sort liste, da hun og Noah leder en stripklub på "PPAD" (Peach Pit After Dark), som Davids far Mel bestyrer, hvilket fører til hans skilsmisse fra Kellys mor.
Donna opdager gennem internettet, at hendes egen far John Martin, også er Ginas biologiske far – Dr. Martin havde en engangsaften med sin kones søster. Dette giver Donna og Gina, det specielle forhold, at både være halvsøstre og kusiner. Gina kæmpede med sandheden om hendes rødder, men hun og Dr. Martin finder ud af det. Kort tid efter, kollapser og dør Dr. Martin af et hjerteanfald, som gruppen og Felice og Donna giver Gina skylden for; Felice fortæller endda en avis, at Dr. Martin kun havde en datter (Donna). Efter begravelsen, hvor hun, i kirken, holder en meget følelsesladet tale, da den sørgende Donna ikke kunne, blev Gina accepteret af Felice og Donna og hun beslutter derefter at forlade Beverly Hills. Hun og Dylan havde planlagt at forlade byen sammen, men Dylans hjerte var ikke med på ideen og Gina blev ikke særlig skuffet, da han brød deres planer og blev i Beverly Hills. Gina medvirker ikke mere i serien efter denne episode, men det bliver nævnt, at hun får et job på en kabeltv-sportskanal. 

### Janet Sosna
Janet Sosna bliver spillet af Lindsay Price.
Janet får arbejde på Steve Sanders og Brandon Walshs avis The Beverly Beat, som journalist. Steve prøver flere gange at komme tættere på Janet, men tager mange forsøg, inden hun slår til. Janet er med til at gøre Steve den ansvarsbevidste og modne mand, han bliver i slutningen af serien. 
Janet og Steve begynder at komme sammen og Janet bliver gravid. En dag er vennerne inviteret på besøg i Peach Pit After dark hos Janet og Steve, hvor de har arrangeret en "skattejagt". Vennerne bliver delt ind i hold, hvor de skal samle nogle ting ind. f.eks. skal Donnas hold kopiere 12 forskellige kropdele som skal samles til en kalender. Da det er færdige med dette skal de mødes i Steve og Janets baghave, hvor at den opstemte Donna spørger hvad de skal nu og hvad hun har vundet. Til dette svare Steve at hun skal aflevere alle de ting de har lånt fra fremmede folk tilbage, hvilket Donna bliver lidt rødmende over. Da finder de ud af at alle de ting de har samlet sammen, skal være pynt til Steve og Janets bryllupsceremoni. På dette tidspunkt er Janet gravid i 8. måned, og på deres bryllupsrejse går fødslen i gang. Janet bliver hasteindlagt og får et akut kejsersnit. Deres lille datter, Madeleine, er meget lille og må ligge i kuvøse noget tid. Steve bliver efterfølgende hjemmegående far, mens Janet går på arbejde.

### Jesse Vasquez
Jesse Vasquez bliver spillet af Mark Damon Espinoza.
Jesse var en jurastuderende på UCLA og havde et deltidsjob som cateringbartender. Det var på et sådant job (ved Jim og Cindy Walshs 20-års bryllupsdagsfest), at han mødte Andrea. De begynder at komme sammen og Andrea finder snart ud af, at hun er gravid. Hun vil egentlig have en abort, men ændrer mening og hun og Jesse bliver gift ved en lille ceremoni. Deres datter, Hannah Zuckerman-Vasquez, blev født 2 måneder for tidligt, men overlevede. 
Jesse og Andreas ægteskab lider under deres forskelligheder, mest under den religiøse forskellighed mellem jødiske Andrea og katolske Jesse, samtidig med det besvær der kommer med arbejde, skole og passe en baby og de ender begge med at være hinanden utro – Andrea med en gift student Peter og Jesse har et on-night-stand med en anden jurastudent ude i byen. De bliver kort separereret og til sidst skilt, men de prøver at gøre det bedre. Jesse får senere et stipendium til "Yale Law School" og, efter at Andrea er kommet med i Yales undervisningsprogram, flytter familien til Connecticut.
I 1998, hvor Andrea vender kort tilbage til Beverly Hills, fortæller hun resten af gruppen, at hun og Jesse skal skilles. 

### Jim & Cindy Walsh
Jim & Cindy Walsh bliver spillet af James Eckhouse & Carol Potter.
Brandon og Brendas forældre. Hele familien flytter til Beverly Hills på grund af Jims forfremmelse. Endnu en forfremmelse gør at de senere i serien flytter til Hong Kong. Jim er forretningsmand og er ansvarlig for Dylans penge, trods flere skænderier mellem dem gennem serien. Nede-på-jorden Cindy er ikke kun en elskværdig og sympatisk mor for sine børn, men hjælper også børnenes nogle gange problemfyldte venner, især Dylan og Kelly.

### Kelly Taylor
Kelly Marlene Taylor (født marts 1974) er en af de primære hovedroller i serien. Karakteren spilles af Jennie Garth. Kelly medvirkede også i den nye omgang af Beverly, serien 90210. 

### Noah Hunter
Noah Hunter, spillet af Vincent Young.
Noah møder gruppen til Donnas mode-fotoshot på Hawaii i begyndelsen af 8. sæson. Tager med til Beverly Hills 90210 og arbejder som bygningsarbejder og senere i After Dark. Han er søn af en rig oliesheik, men fortæller det ikke til nogen, før Brandon selv finder ud af det. Han har haft det svært i sit liv og har dårlig samvittighed over at have kørt fuld i bil og derefter være involveret i en bilulykke, der koster hans daværende kæreste Beth, livet. 
Han bliver hurtigt kæreste med Donna og senere Valerie. Han føler ikke, at han er god nok for sin far og har flere opgør med sig selv over dette. Hans far begår til sidst selvmord og han bliver efterfølgende afhængig af alkohol. 

### Matt Durning
Matt Durning, spillet af Daniel Cosgrove.
Matt arbejder som advokat, ovenover Kelly Taylor og Donna Martins tøjbutik. Bliver først kæreste med Kelly og senere forlovet i seriens sidste sæsoner. Han forsvarer, uvidende, Kellys voldtægtsmand i en tyverisag. Han har hemmeligt gift med en psykisk syg kvinde, mens han boede i New York, som først opsøger ham og så senere bliver skilt fra ham. Han er Kelly utro på en motorcykeltur med Dylan, mens han påvirket af LSD, men hun tilgiver ham. 
Forlovelsen med Kelly bliver afbrudt, da Kelly beslutter, at hun elsker Dylan McKay, og derfor ikke vil giftes eller flytte til Seattle med ham.

### Nat Bussichio
Nathaniel Bussichio eller blot Nat Bussichio, spillet af Joe E. Tata.
Nat er ejeren af caféen Peach Pit og agerer ofte som far og som moralfortaleren for hele gruppen, måske mest for Brandon, der er en meget loyal medarbejder i de første sæsoner af serien. Nat havde også før arbejdet som skuespiller. 
Nat får et hjerteanfald i 4. sæson, som frygter at Peach Pit må lukke. Brandon ofre meget af sin tid på caféen, mens Nat kommer sig. Peach Pit bliver reddet, da Dylan køber Nats fætters andel.
I 6. sæson, vender Nats kærlighed og tidligere kæreste, Joan Diamond tilbage, som han ikke har set i to årtier. Joan bliver gravid og hun og Nat bliver forlovet. Fødslen går i gang midt i bryllupsceremonien og da de når hospitalet, insisterer Joan på, at få sagt deres bryllupsløfter til hinanden, inden de komme ind på fødestuen. Hun føder Nats eneste barn, en søn ved navn Frankie.

### Ray Pruit
Ray Pruit bliver spillet af Jamie Walters.
Bygningarbejder, (sagde engang, at hans efternavn kun har et "T", fordi det var hvad hans mor havde råd til). Møder Donna og Clare da de interviewer forskellige mennesker til et indslag på CU's tv-kanal. Opkommende sanger og sangskriver, som optræder ved flere lejligheder i After Dark. Er kæreste med Donna og hjalp hende efter at hun slog op med Griffin. Bliver seksuelt involveret med Valerie, efter at blive frustreret over Donnas jomfrulighed. 
Han begynder at blive voldelig overfor Donna og forfølger hende efter de slår op. Han melder Joe Bradley for vold, men tilstår i retten (som følge af Brandons råd), at hans hensigter faktisk var at skade Donna og at Joe bare prøvede at beskytte hende. Kom i terapi for at komme ovenpå igen og skriver en sang til hende som undskyldning og de bliver senere forlovet, men den afbrydes igen. 

### Scott Scanlon
Scott Scanlon bliver spillet af Douglas Emerson.
Serien begynder med at Scott og hans (eneste) bedste ven David begynder på "West Beverly High". De bliver begge opfattet som nørder og mens David prøver at komme med i en seje klike på skolen, glemmer David Scott. David skælder hele tiden Scott ud og gider ham ikke mere. 
Ved Scotts egen fødselsdagsfest, hvor hele gruppen er, prøver Scott at være lidt sej overfor David og jonglerer med sin fars, tilsyneladende ladte pistol, og skyder sig selv i maven. 
David og de andre venner begraver en tidskapsel til ære for Scott efter hans død. 
Scott har en lillesøster, Sue, som er sammen med resten af sin familie, selvfølgelig er tynget af sorg. Sue kommer ud på et skråplan og beskylder pludselig engelsk- og jounalistiklæreren Gil Meyers for seksuelle overgreb. Anklagen bliver dog trukket tilbage. 
Sue fortæller på et tidspunkt Donna, at både hende og Scott var blevet misbrugt af en onkel og Sue nu frygter, at det nu også skal ske for en mindre søster. Det er også blevet overvejet, om Scotts uheld var et uheld eller om det var selvmord.

### Steven M. Sanders
Steven M. Sanders (født 15. maj 1975) bliver spillet af Ian Ziering.
Steve bliver hurtigt venner med Brandon Walsh, efter denne flytter til "West Beverly High" og var på et tidspunkt kæreste med den smukke Kelly Taylor. Adopterer af tv-stjernen Samantha Sanders og hendes mand Rush; Steve finder dog på tidspunkt ud af at, Rush er hans biologiske far, mens hans biologiske mor var en servitrice i New Mexico, som døde ikke længe efter han var blevet bortadopteret. Tog på et tidspunkt steroider. Han er en festelskende atlet og havde en kort romance med Celeste, som han havde mødt i et tv-show. 
Steve har som voksen et seriøst forhold til Clare Arnold og Janet Sosna, som han bliver gift og får pigen Madeline med. Efter dette bliver han hjemmegående-husfar. 

### Valerie Malone
Valerie Malone, spillet af Tiffani-Amber Thiessen. Hun dukker op i seriens 5. sæson. Valeries kælenavn gennem serien er Val. 

## Andre karakterer

### Abby Malone
Abby Malone bliver spillet af Michelle Phillips. Abby medvirker i 9 episoder fra 1997-1998. 
Valeries mor, som er uvenner med Valerie, siden farens død. Hun var venner med Jim og Cindy Walsh før familien Malone flyttede til Buffalo. Først, benægte Abby at vide noget til, at Valerie blev seksuelt misbrugt af sin far, men tilstår senere, at hun godt vidste det og han lovede at få hjælp. Hun anklager fra starten Val, for sin mands død og truer med at melde Val til politiet, efter at Val tilstår, at hun dræbte ham (i selvforsvar), men de bliver genforenet før Valerie bliver udskrevet fra serien. Abby er tæt på at gifte sig med Kellys far, men forlader ham ved alteret. Valerie ødelægger senere morens forhold til en politibetjent, som straf for ikke at have stoppet sin mand i at begå overgreb over hende.  

### Antonia "Toni" Marchette
Antonia "Toni" Marchette McKay, spillet af Rebecca Gayheart. Toni medvirker i 8 episoder af serien i 1995. 
Datter af, af hvem Dylan McKay tror dræbte hans far, og mafiaen Anthony "Tony" Marchette. Hun er kæreste og senere bliver hun gift med Dylan, som egentlig først brugte hende til at komme tættere på hendes far. 
Blev uheldigvis skudt og dræbt af en skytte, som var hyret af hendes far, i stedet for Dylan.

### Camille Desmond
Camille Desmond, spillet af Josie Davis. Camille medvirker i 11 episoder fra 1998-2000. 
Camille får arbejde i Donna og Kellys tøjbutik. Camille begynder at komme sammen med David og bliver hans sidste kæreste inden, han indser sine sande følelser for Donna. 
Donna fyrer Camille, fordi det er for hårdt for hende at se Camille og David sammen, men Camille forstår og de skilles i venskab.

### Colin Robbins
Colin Robbins bliver spillet af Jason Wiles. Colin medvirker i 32 episoder fra 1995-1996. 
Han er en New York-kunstner, der møder Kelly under et ophold i byen. Han flytter hende til Los Angeles. Han er ekskæreste til Valerie. Colins livsstil er hemmeligt finansieret af en rig kvindelig galleriejer, som giver ham penge til gengæld for fysiske udfoldelser. Han har et kokain-problem og trækker Kelly ind i det. I Valeries klub After Dark bliver der fundet stofrester, og man finder ud af, at det er Colins. Han bliver sporet og sendt 2 år i fængsel for at have været i besiddelse af stoffer og for at modsætte sig anholdelse. 

### Emily Valentine
Emily Valentine bliver spillet af Christine Elise.
Hun var en problemfyldt ny elev på "West Beverly". 
På et tidspunkt fyldte hun Brandon Walsh med euphoria (4-methylaminorex) til en fest. Hun var indlagt på en psykisk afdeling, efter næsten at have sat ild til sig selv og en paradeflåde, for at have skrevet trusselbreve til "The West Beverly Blaze" (avisen på West Beverly Hills High) og for at have lagt foruroligende beskeder på familien Walshs telefonsvare. Hun møder Brandon i San Francisco i 4. sæson, før hun flytter til Frankrig. Hun har en kort tilbagevenden i 5. sæson, hvor hun næsten havde en affære med Brandon.

### Jackie Taylor
Jackie Taylor bliver spillet af Ann Gillespie. Jackie er med i 55 episoder gennem hele serien. 
Jackie er mor til Kelly, tidligere model og har været gift flere gange. I seriens første sæson, er Jackie afhængig af alkohol og stoffer, hvilket får hende til at lave en scene ved et mor/datter-modeshow. Hun kommer efterfølgende på afvænning og er clean resten af serien. 
Senere gifter hun sig med Davids far, Mel Silver og de får sammen den lille pige, Erin. De bliver skilt, da Mel bliver afsløret i at være utro, men finder senere sammen igen og slår op igen. 

### Joe Bradley
Joe Bradley, spillet af Cameron Bancroft. Joe medvirker i 23 episoder af serien fra 1995-1996. 
Han er den bedste quaterback på "California Unversity", men får konstateret en hjertefejl, der gør, at han bliver nødt til at opgive sit footballhold. Han beskytter Donna Martin mod Ray Pruit og respekterer hendes jomfrulighed. Han frier til hende, men hun siger nej, og han vender hjem til sin hjemby i Pennsylvania for at være træner for sit gamle high school-footballhold. 

### Dr. John & Felice Martin
Dr. John & Felice Martin, spillet af Michael Durrell og Katherine Cannon, er fiktive karakterer i tv-serien Beverly Hills 90210. John medvirker i 31 episoder fra 1993-2000, mens Felice medvirker i 39 episoder fra 1992-2000. 
Donnas forældre. Velhavende, konservative, socialt højtrangeret i Beverly Hills. Streng mor Felice, som blev grebet i at have en affære af Donna som ofte bliver opfattet som forhindring for Donnas ambitioner. For eksempel, misbilliger Felice datterens valg af venner, fx Kelly og David og støttede endda "West Beverly"s beslutning om at fratage datterens ret til at få sin dimission. Overbeskyttende og strid, hun prøver ofte at sabotere Donnas forhold med David, Ray og Noah. Donnas far tilstår endelig, at han var Ginas biologiske far, og dør af et hjerteanfald få episoder senere. Felice støtter til sidst Donnas forhold til David og hjælper endda dem med at finde sammen igen til sidst i serien. 

### Gil Meyers
Gil Meyers, spillet af Mark Kiely. Meyers medvirker i 13 episoder fra 1992-1995. 
AP-engelsk- og journalistiklærer i gruppens seniorår på "West Beverly". Bliver venner med Brandon, Andrea og Dylan. Andrea beskylder ham for at være mandschauvanistisk, da han forfremmer Brandon til bladredaktør, frem for hende på skolebladet. De bliver senere venner og Andrea og Brandon bliver medredaktør på bladet. Sue Scanlon beskylder ham for seksuelle overgreb mod hende, men det kommer frem at det ikke var ham, men hendes onkel, der misbrugte hende. Andrea indser, at hun er forelsket i ham i begyndelsen af 4. sæson, men siger det aldrig til nogen, da hun ser ham med en kæreste. Han bliver sidst set til Andreas afskedsfest i slutningen af 4. sæson. Det kommer også frem at han på et tidspunkt får et barn.

### Mrs. Yvonne Teasley
Mrs. Yvonne Teasley, spillet af Denise Dowse. Mrs. Teasley medvirker i 24 episoder gennem hele serien. 
Rektor på "West Beverly High", som også giver gruppen moderlig råd en gang i mellem. Var med til Andreas afskedsfest, da hun skulle på "Yale University". Havde en cameomedvirken som en del af Steves 21-årsfødselsdagsfest og var igen med i 9. sæson, da David bliver anklaget for sex med en mindreårig elev fra "West Beverly". Var også med til Donnas polterabend i seriens allersidste episode.  

### Nikki Witt
Nikki Witt bliver spillet af Dana Barron. Nikki er med i 9 episoder af serien i 1992.  
Nikki var Brandon Walshs yngre kæreste i Brandons seniorår i high school. Flirtede med David Silver, mens Donna Martin var i Paris, men bliver efterfølgende venner med resten af gruppen. Havde en voldelig ekskæreste og Brandon redder hende på et tidspunkt. Fik Brandons parader ned, da hun begyndte at komme sammen med ham. Flyttede tilbage til San Francisco, efter at være blevet gode venner med sin forældre igen. 

### Stuart Carson
Stuart Carson, spillet af David Gail. Stuart er med i 8 episoder af serien fra 1991-1994.  
Brenda Walshs rige kæreste, som hun møder kort efter, hun er startet på college. Frier til Brenda kort efter deres møde og de bliver næsten gift i Las Vegas, men bliver standset af både deres venner og dem selv. Brenda slår senere op med ham, da hun indser, at hun stadig elsker Dylan McKay og at Stuart er en (rig) taber. 

### Susan Keats
Susan Keats, spillet af Emma Caulfield. Susan medvirker i 30 episoder fra 1995 til 1996.
Redaktør på "California University"s skoleblad. Selverklæret feminist. Hun kommer sammen med Brandon og havde svært ved at give slip på sin ekskæreste Jonathan Caston. Får foretaget en abort og vandt senere en pris for hendes artikel om retten til at vælge. Flyttede til Washington D.C., for at arbejde på Clinton/Gore-præsidentkampganen. Brandon slår op med hende, da hun insisterer på, at han siger nej til et prestigefyldt kursus i Boston, sådan at han komme ud at rejse med hende, mens hun accepterer kampagnejobbet som hykler.
Tracy Gaylian, spillet af Jill Novick. Tracy medvirker i 22 episoder fra 1996-1997.
Nyhedsoplæser på CU's tv-stadion. Dater Brandon i det meste af 7. sæson, men Brandon slår op med hende, da han indser sine sande følelser for Kelly. Gruppen møder hende senere på deres tur til Hawaii og finder ud af, at hun er forlovet.